# Urszula Kurczewska
Urszula Kurczewska – polska socjolog, doktor habilitowana nauk humanistycznych, profesor w Szkole Głównej Handlowej w Warszawie. Autorka i współautorka około 60 publikacji naukowych i ekspertyz na temat lobbingu i grup interesu w Unii Europejskiej oraz różnych aspektów integracji europejskiej.

## Życiorys
Absolwentka Instytutu Socjologii Uniwersytetu Warszawskiego, gdzie w 2000 obroniła doktorat na podstawie rozprawy „Socjolingwistyczna analiza dyskursu publicznego na temat problematyki europejskiej”. Zawodowo związana z Kolegium Ekonomiczno-Społecznym Szkoły Głównej Handlowej w Warszawie oraz Instytutem Socjologii Uniwersytetu Warszawskiego. 

## Wybrane publikacje
- Reprezentacja interesów gospodarczych i społecznych w Unii Europejskiej, red. wraz z K. Jasieckim, Wydawnictwo Uniwersytetu Warszawskiego, Warszawa 2017
- Organizacje biznesu w Unii Europejskiej. Aktorzy, strategie, interesy, reguły, Oficyna Wydawnicza SGH, Warszawa 2016.
- Interest Intermediation in the European Union Revisited, MZES, red. wraz z B. Kohler-Koch, Ch. Quittkat, Mannheim University, Mannheim 2013
- Lobbing i grupy interesu w Unii Europejskiej. Proces konsolidacji systemu, Wydawnictwo Naukowe PWN, Warszawa 2011
- Deficyt demokracji w Unii Europejskiej a europejskie grupy interesów, red., Wydawnictwo Uniwersytetu Warszawskiego, Warszawa 2008
- Lobbing. Sztuka skutecznego wywierania wpływu, współautorstwo z K. Jasieckim, M. Molędą-Zdziech (wyd. drugie), Oficyna Ekonomiczna, Kraków 2006
- Organizacje biznesu w Unii Europejskiej. Aktorzy, strategie, interesy, regułyLobbing w Unii Europejskiej, współautorstwo z M. Molędą-Zdziech, Instytut Spraw Publicznych, Warszawa 2002
- Polska w Unii Europejskiej. Początkowe problemy i kryzysy?, red. wraz z K. Sochacką, Polski Instytut Spraw Międzynarodowych, Warszawa 2002